# Ramiro Fonte
Ramiro Fonte (Pontedeume, 1957 – Barcellona, 11 ottobre 2008) è stato un poeta, scrittore, saggista e critico letterario spagnolo galiziano.
Laureato in Lettere e Filosofia e professore di Lingua e Letteratura Galiziana a Vigo e presso il Colegio Español di Londra. Fu uno dei fondatori del collettivo poetico Cravo Fondo (1977). Come scrittore ha esordito nel 1986 con il racconto "O retornado" (in castigliano, "El retornado"), Premio Modesto R. Figueiredo.
Fu membro corrispondente della Real Academia Gallega. Negli ultimi anni della sua vita fu direttore dell'Instituto Cervantes di Lisbona.

## Opere

### Poesia
- As cidades da nada, 1983.
- Designium, 1984. Premio de la Crítica de Galicia e Premio Antón Losada Diéguez.
- Pensar na tempestade, 1986.
- Pasa un segredo, 1988. Premio de la Crítica de poesía gallega.
- As lúas suburbanas, 1991.
- Adeus norte, 1991. Premio Esquío de poesía.
- Luz do mediodía, 1995.
- Persoas de amor, 1995.
- O cazador de libros, 1997.
- Mínima moralidade, 1998. Premio Miguel González Garcés.
- Capitán Inverno, 1999.
- A rocha dos proscritos, 2001.
- 10/10, Napoli, ad est dell'equatore, 2008.

### Narrativa
- Catro novelas sentimentais, 1988.
- As regras do xogo, 1990.
- Aves de paso, 1990.
- Os leopardos da lúa, 1993.
- Soños eternos, 1994.
- Os meus ollos, 2003.
- Os ollos da ponte, 2004.
- A ponte nos ollos, 2007.

### Saggistica
- Fermín Bouza-Brey e a súa obra literaria, 1992.

### In antologie e opere collettive
- Ámbito dos pasos, 1997.
- "Iluminacións danubianas" in Caderno de viaxe, 1989.
- "Razóns para matar a Martíns" in O relato breve. Escolma dunha década, 1990.

## Poemi musicati
Il chitarrista e compositore Víctor Aneiros ha musicato il poema Na barra, nel suo album “Heroe Secreto” 2008.

Nel suo album Brétemas da Memoria 2010, ha musicato 7 poemi di Ramiro Fonte: 
Vida bohemia, Sombras de Compostela, Autor de westerns, Máis alá, Un tute á morte, Cabina telefónica (Lupanar de cristal) e  Rita Hayworth (Sirenas da policía).